# Выборы губернатора Свердловской области (1999)
Первый тур состоялся 29 августа 1999 года. Результаты первого тура:
- Россель, Эдуард Эргартович — 542,257 голосов — 38,77 %
- Бурков, Александр Леонидович — 256,916 голосов — 18,37 %
- Чернецкий, Аркадий Михайлович — 216,738 голосов — 15,5 %
- Кадочников, Владимир Дмитриевич — 134,707 голосов — 9,63 %
- Ковпак, Игорь Иванович — 122,948 голосов — 8,79 %
- Белкова Ирина — 15,401 голос — 1,1 %
- Селиванов, Андрей Владимирович — 8,628 голосов — 0,62 %
- Против всех — 67,260 голосов — 4,81 %

Всего приняли участие в голосовании — 1,398,541 человек (40,92 % от общего числа избирателей).
В связи с тем, что ни один из кандидатов не набрал более половины голосов состоялось повторное голосование. Во втором туре выборов, проходившем 12 сентября 1999 года, победу одержал Эдуард Россель. Результаты:
- Россель, Эдуард Эргартович — 813,373 голоса — 63,07 %
- Бурков, Александр Леонидович — 364,301 голос — 28,25 %
- Против всех — 87,862 голоса — 6,8 %

Приняло участие в повторном голосовании — 1,289,636 избирателей (37,63 % от общего числа).